# Ruinas de la Iglesia de Härlanda
Las Ruinas de la Iglesia de Härlanda (en sueco: Härlanda kyrkoruin) son los restos de una iglesia medieval en Gotemburgo, Suecia cerca de la pintoresca zona residencial de Bagaregården. La iglesia fue construida en la primera parte del siglo XII y derribada en 1528 por petición de Gustavo I, Rey de Suecia para construir una nueva iglesia en Nya Lödöse, la precursora de Gotemburgo, que fue fundada en 1621.